# Szczyty (województwo opolskie)
Szczyty (niem. Tscheidt) – wieś w Polsce położona w województwie opolskim, w powiecie głubczyckim, w gminie Baborów.

## Nazwa
W alfabetycznym spisie miejscowości na terenie Śląska wydanym w 1830 roku we Wrocławiu przez Johanna Knie wieś występuje pod polską nazwą Sczytti, zgermanizowaną nazwą Schzyti oraz niemiecką - Tscheidt we fragmencie "Schzyti, bei Herschel, soll Sczytti, die polnische Benennung von Tscheidt, Kr. Kosel, sein".

## Historia
W 1340 miejscowość Schczyti została zakupiona wraz z Baborowem przez Ofkę raciborską. W przeciwieństwie do większości pozostałych miejscowości gminy Baborów nigdy nie należała do diecezji ołomunieckiej, lecz do dziś do parafii św. Floriana w Maciowakrzu, dawniej w diecezji wrocławskiej.
Od końca XVIII w. wieś posiadała własną pieczęć gminną, na której przedstawiono 3 drzewa liściaste.
W latach 1945–1971 miało tu siedzibę Nadleśnictwo Szczyty. W 1972 zostało włączone jako obręb do Nadleśnictwa Prudnik. Obręb Szczyty prudnickiego nadleśnictwa zlikwidowano w 1976.
W latach 1975–1998 miejscowość położona była w województwie opolskim.

## Zabytki
Do wojewódzkiego rejestru zabytków wpisany jest:
- zespół pałacowy, z drugiej poł. XIX w.:
  - Pałac w Szczytach
  - park.